# Coves de Mogao
Les coves de Mogao (莫高窟) formen un sistema de 492 temples prop de Dunhuang, a la província de Gansu a la Xina, al marge del desert de Gobi. Són igualment conegudes amb el nom de coves dels Mil Budes, o coves de Dunhuang. Estan inscrites a la llista del Patrimoni de la Humanitat de la UNESCO des del 1987, ja que compten amb una gran diversitat d'art a l'interior i són grans referents de l'art xinès budista.
Les coves de Mogao són un exemple destacat de l'art corresponent de l'Àsia central i del budisme pertinent, i es troben dins de la influent xarxa comercial de la Ruta de la Seda, que va tenir gran importància des de la prehistòria fins al segle XVIII, deixant influències en l'actualitat. Les coves són conegudes pel seu art, la seva empremta patrimonial, que inclou: temples budistes, pintures murals, escultures i una valuosa col·lecció de manuscrits.

## Descripció
Les coves de Mogao són les més conegudes de les coves budistes xineses i són, amb Longmen i Yungang, un dels tres indrets xinesos notoris per les seves escultures i pintures de temàtica religiosa i de la vida quotidiana dels monjos. Les coves tenen mides molt diverses i han estat cavades en un penya-segat de gres. Només una trentena de cavitats són visitables per al públic.
Normalment, es començava a excavar per dalt i es feia la cavitat desitjada. Després, es cobria amb una teulada de fusta i es recobria tot amb estuc i palla. Llavors, els pintors feien la tasca més delicada de pintar els budes, escenes del budisme i de la vida de fa més de mil anys.
Actualment, aquest lloc és una important atracció turística, i és objecte de recerques arqueològiques. La conservació, tanmateix, presenta nombrosos problemes per l'avenç de la sorra, que s'intenta solucionar amb la instal·lació de portes.

## Història

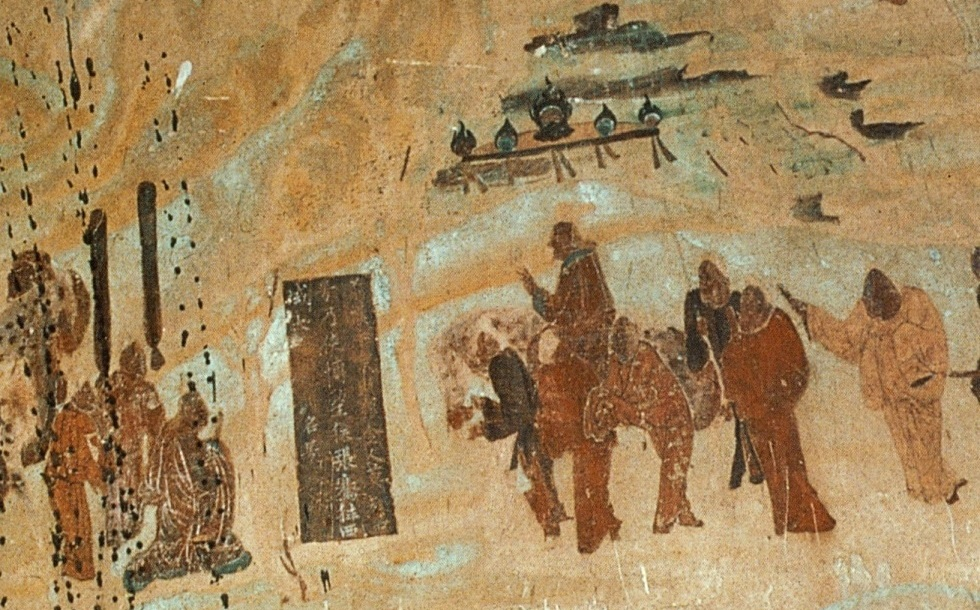
Representació del viatge de Zhang Qian dins les coves

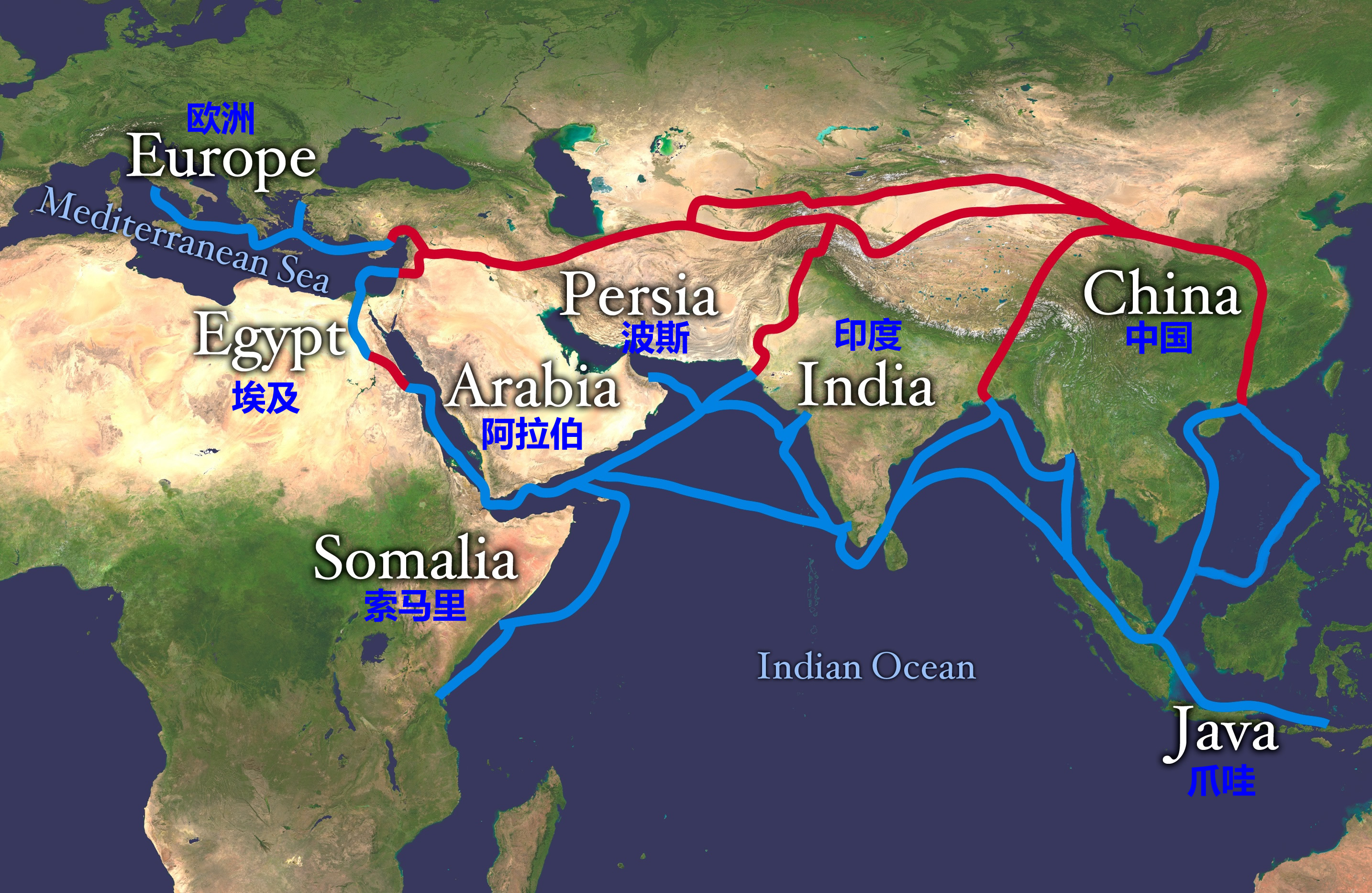
Ruta de la Seda

Una llegenda local afirma que, el 366, el monjo budista Lezun (Lo-tsun) va tenir una visió de mil budes, i va convèncer un pelegrí de la ruta de la Seda de construir-ne els primers temples. Els temples es van multiplicar, per arribar a més d'un miler. Del segle iv al xiv, els monjos de Dunhuang van reunir manuscrits procedents d'Occident, i els pelegrins van començar a adornar els murs de les grutes amb pintures que cobreixen 42.000 m². La majoria dels dibuixos daten, tanmateix, de la dinastia Tang, entre el segle vii i el x. Les grutes van ser abandonades al segle xiv.
Els monjos budistes portaven en aquestes grutes una vida austera perseguint la il·luminació. Les pintures ajudaven a la meditació; servien també per a la instrucció dels analfabets en matèria de llegendes i de creences budistes.
Les pintures murals de Dunhuang, van ser realitzades durant la dinastia Wei del nord, i descriuen la vida i l'obra del Sakyamuni, el Buda històric. Però aquest lloc de pietat també mostra les escenes en què es barregen diverses cultures orientals, sobretot hinduistes. Les pintures es reparteixen en diferents coves i actualment abasten 45.000 metres quadrats de superfície a l'interior. Les diferents dinasties que lideraven el territori, compten amb diverses coves, com ara la cova 302 de la Dinastia Sui i la 23 i 156 de la Dinastia Tang.
Les coves van ser objecte de diverses onades de degradació: els musulmans van deteriorar-ne l'estatuària. Les cavitats van servir de refugis als russos blancs al començament del segle xx. En canvi, la Revolució cultural va preservar l'indret, probablement gràcies a la intervenció de Zhou Enlai.
Al començament del segle xx, un taoista xinès de nom Wang Yuanlu, anomenat "l'abat Wang", es va fer guardià d'aquests temples, on va descobrir un conjunt considerable de manuscrits anteriors al segle xi (manuscrits de Dunhuang) en una cova amagada fins aleshores. Aquest fet va atreure els exploradors europeus, que van travessar l'Àsia per intentar veure'ls i obtenir-los. Wang va començar una ambiciosa renovació dels temples, amb l'ajut de donacions procedents de les ciutats veïnes, però també subministrades per exploradors europeus com sir Aurel Stein i Paul Pelliot. Només una quarta part dels documents descoberts va romandre a la Xina, la resta es va dispersar per tot el món, sobretot al Museu Guimet de París i al Museu Britànic de Londres.

## Arqueologia de Mogao

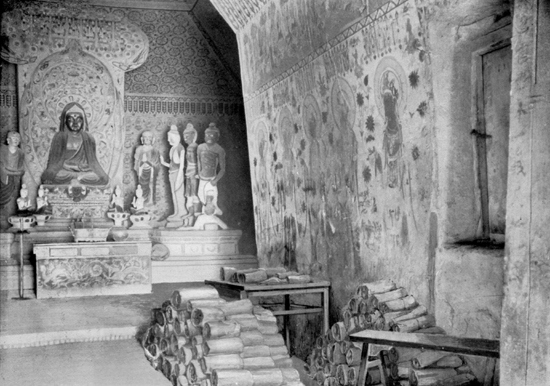
Imatge de la cova número 16 que donava accés a la cova número 17.

L'arqueologia de Mogao es va descobrir per accident el 12 de març de 1907 en mans del britànic Aurel Stein i el monjo taoista, Wang Yuanlu, quan tots dos realitzaven les excavacions a Mogao sense esperar trobar el que van trobar. El descobriment de la "Cova dels Sutres" va atraure un gran nombre d'aventurers i arqueòlegs d'altres països, que es van apropar un rere l'altre a Wang a la recerca d'objectes de valor.
El descobriment no només va ser de les grutes en si, sinó que es va trobar una gran quantitat de materials, com ara més de 60.000 manuscrits budistes, documents relacionats amb l'economia social, sedes, escultures, joieria i objectes de culte sagrat. Entre els descobriments no prevists, el monjo Yuanlu, juntament amb Stein, van descobrir la Cova de la Biblioteca, que va ser una de les més rellevants de Dunhuang.
Una de les troballes més destacades realitzades durant les excavacions va ser el Sutra del diamant, un text fonamental de la tradició mahayana del budisme, coneguda per la seva devoció als Bodhisattves, els futurs budes. Aquest manuscrit, data de l'any 868 i ha estat considerat un dels més rellevants de la col·lecció de Dunhuang. Estava elaborat amb plaques de fusta i presentava una longitud de quatre metres. 
Les coves de Mogao presenten tipològicament una gran varietat de formes i es poden classificar en cinc tipus principals. El primer és la cova de tipus chaitya, amb pilars centrals que s'estenen fins al sostre de la cova. El segon és la cova de tipus vihara, caracteritzada per les habitacions laterals destinades a la meditació dels monjos. El tercer tipus és la cova de tipus fudou, una de les més comunes a Dunhuang, amb una forma quadrada i sostres decorats amb pintures brillants. El quart tipus és la cova de la Sala del Nirvana, de forma horitzontal, que conté una representació de Buda reclinat. Finalment, el cinquè tipus és la Sala del Buda Dret, una sala que es va reduint en grandària de dalt a baix.
Entre les coves més destacades del conjunt de Dunhuang es troben la Cova de la Biblioteca, també coneguda com la cova número 17. Aquesta cova és rellevant per la seva importància històrica i la seva gran quantitat de contingut cultural. En segon lloc, destaca la cova número 96, coneguda per la seva escultura de Buda i per acabar, la cova número 45 i les seves pintures, que són un gran exemple de la pintura de l'època.

## Cova de la Biblioteca
La Cova de la Biblioteca, també coneguda com la cova número 017, és una de les coves més destacades del conjunt de Dunhuang i va ser descoberta al segle XX pel monjo Wang Yuanlu. Aquest va trobar accidentalment la porta tapiada de la biblioteca i va decidir informar-ne a Aurel Stein, el seu company d'excavacions. Stein va tenir un paper fonamental en la història de la Cova 017, ja que ell va ser el primer a mostrar un interès notable per la seva importància històrica i cultural. Com a resposta al seu interès, Stein, va realitzar una descripció de la cova en el seu llibre anomenat Ruins of Desert Cathay, en el qual diu el següent: 
La visión de la pequeña habitación revelada era suficiente para abrirme los ojos. Apilados en capas, pero sin orden alguno, aparecieron en la tenue luz de la pequeña lámpara del sacerdote una masa sólida de bultos de manuscritos que se elevaban hasta una altura de casi diez pies y llenaban, como mostraron mediciones posteriores, cerca de 500 pies cúbicos.
La sala de la cova de la biblioteca, de dimensions reduïdes, albergava prop de 50.000 manuscrits que abastaven un període comprès entre els segles V i XI.

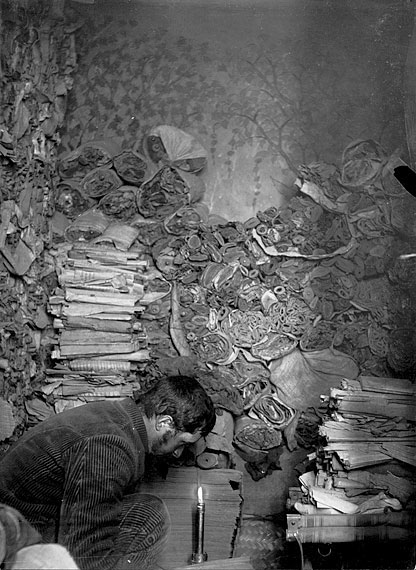
Paul Pelliot al nínxol de manuscrits de les Coves de Mogao (1869-1910).

Sis mesos després del descobriment de Stein, l'arqueòleg Paul Pelliot va visitar Dunhuang i va documentar el conjunt mitjançant una sèrie de fotografies que, avui dia, constitueixen una part fonamental de l'arqueologia de la zona. Pelliot va dur a terme treballs a l'interior de la cova, llegint manuscrits en xinès i enviant-los a París per a la seva preservació. Després d'examinar la cova 017, va concloure que aquesta servia com un espai de protecció per a objectes valuosos davant l'amenaça de la invasió XiXia.
La sala es presenta com una font excepcional d'art en diversos aspectes, destacant tant per la seva importància arqueològica, com pel seu contingut. Entre les troballes més destacades, una de les més importants és l'escultura del monjo budista Hong Bian del segle IX, que actualment se situa a l'entrada de la cova 017. Hong Bian era una figura molt influent políticament que tenia una posició important en la regió de Hexi. No obstant això, les fotografies preses durant les excavacions no evidencien la presència d'aquesta escultura en aquell moment. Malgrat aquesta absència documental, es pot confirmar que l'escultura havia format part de la cova, ja que sota ella es van trobar pintures. L'escultura està feta d'estuc i té posició de meditació. És interessant comentar, que darrere l'escultura es troben pintures molt ben conservades.

## Cova 96/dels Sutres

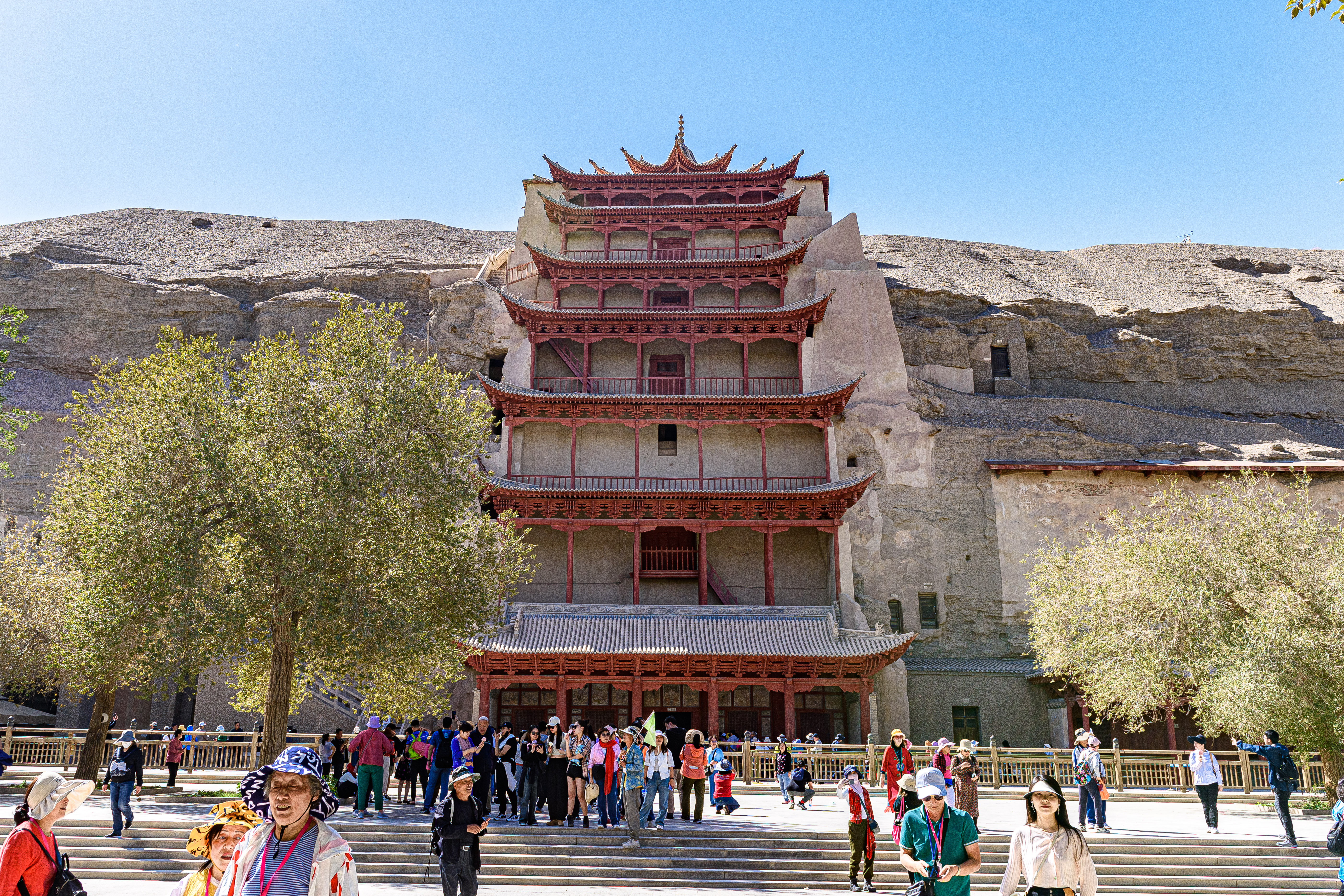
Imatge de l'exterior de la cova número 96 de Mogao.

La cova número 96, coneguda també com la cova dels Sutres, destaca per ser una de les més rellevants en l'àmbit turístic per la seva gran estàtua de Buda de 30 metres d'alçada. Va ser descoberta el 22 de juny de 1900 pel monjo taoista Wang Yuanlu. L'estructura presenta una pagoda de nou pisos i una façana exterior de fusta que s'eleva fins als 45 metres.
La cova destaca per la seva arquitectura exterior de cara al turisme, l'escultura de Buda i també pel conjunt de tresors que amagava a l'interior durant vuit segles.

## Pintures murals de Mogao
Les pintures de Mogao es troben específicament a l'interior de les coves, i cobreixen una superfície aproximadament de 42.000 metre quadrats. La majoria de les pintures daten de la dinastia Tang, però també hi ha de la dinastia Sui, la dinastia Song i la dinastia Yuan.
Les pintures murals de Mogao es divideixen en quatre capes diferenciades. En primer lloc, s'aplica la tècnica anomenada dizhang, que es va desenvolupar durant la dinastia Tang, que consisteix a cobrir una paret de fusta per tal de protegir el material de la corrosió. A continuació es recobreix amb una capa de pigment blanc i posteriorment s'apliquen els pigments de colors. 
A Mogao s'empren diversos pigments, cadascun amb diverses característiques. El pigment blanc era una barreja de calcita i talc, mentre que el pigment vermell  era argila vermella. El pigment blau, era considerat el més car, es derivava del lapislàtzuli. També s'utilitzaven pigments verds i el shihuang que era el pigment groc més representatiu de les coves.
Un exemple destacat és el fresc que es troba a la cova número 257,que representa un cérvol de nou colors. Aquesta obra va ser creada durant la dinastia Wei del Nord. És representativa per la seva veracitat cromàtica, la seva bona conservació i la influència de l'art indi.
Un altre exemple rellevant de la pintura mural de Dunhuang es troba a la cova número 017, coneguda també com la Cova de la Biblioteca. Les pintures murals es troben darrere de l'escultura de Hong Bian. Les pintures representen la naturalesa autòctona de Dunhuang i també hi apareixen dues figures característiques. La primera figura és un upasika, que és una persona seguidora i fidel del budisme, i la segona figura és una monja seguidora del budisme, també anomenada bhiksuni.

## Patrimoni de la Humanitat i turisme
Les Coves de Mogao van ser reconegudes com a Patrimoni de la Humanitat per la UNESCO l'any 1987, gràcies a la seva transcendència cultural i artística. El fet de ser declarades béns patrimonials, va motivar que, des dels anys 80, les autoritats locals de Dunhuang, adoptessin mesures per preservar la zona, incloent-hi la protecció dels boscos i les fonts naturals d'aigua.
L'administració i conservació de les coves de Mogao, recau principalment en l'Acadèmia de Dunhuang, fundada el 1944. A més, altres institucions com l'institut d'investigació de conservació de Dunhuang i l'institut d'investigació de l'acadèmia de belles arts de Dunhuang, s'encarreguen de protegir les relíquies de les coves, a fer còpies de les pintures murals, a l'anàlisi de les escultures, entre d'altres. Un col·lectiu dels més nous, és el centre d'exposicions de l'institut d'investigació de Dunhuang, el qual s'encarrega d'exposar les relíquies de les coves per tal que els espectadors tinguin una idea més completa del que eren les coves originals.
Pel que fa al turisme de Dunhuang en general, es pot dir que la ciutat va estar en la llista de les primeres ciutats de la Xina més visitades el 1979. Durant els anys, el nombre de visitants ha anat incrementant. El turisme de Dunhuang ocupa un 18% de l'economia de la ciutat i cada cop creix més.
Les coves de Mogao ofereixen una àmplia gamma d'activitats turístiques adaptades a les necessitats dels visitants. La integració de tecnologies avançades i experiències virtuals, són un paper fonamental en la divulgació del patrimoni artístic de les coves, facilitant una aproximació immersiva als seus orígens històrics i culturals. Amb l'objectiu de preservar la Cova de la Biblioteca, l'Acadèmia de Dunhuang ha desenvolupat un innovador projecte de digitalització virtual que permet als visitants gaudir d'una experiència immersiva i interactiva amb l'espai i les obres de Mogao. Aquesta activitat apropa molt a la realitat, és una còpia quasi exacta del que era.
Pure Land és un altre exemple d'experiència immersiva aplicada al patrimoni de Dunhuang. Aquest projecte se centra principalment a donar vida a les pintures que es troben a la cova 220, que és coneguda amb el nom "Paradís Oriental de Bhaisajyaguru". La projecció de la pintura es presenta en una vista panoràmica de 360 graus, de manera que el visitant miri on miri es trobarà dins d'aquest paradís. Amb aquest projecte l'espectador pot viure una experiència real que s'apropa a la història de la cova 220 de Dunhuang.
Sens dubte, les Coves de Mogao s'han consolidat com un destacat punt turístic de la Xina, que cada cop està desenvolupant i implementant estratègies comunicatives digitals molt innovadores, per tal d'apropar els turistes al patrimoni xinès i d'aquesta forma, no fer un mal ús d'aquest.